# David Schwimmer

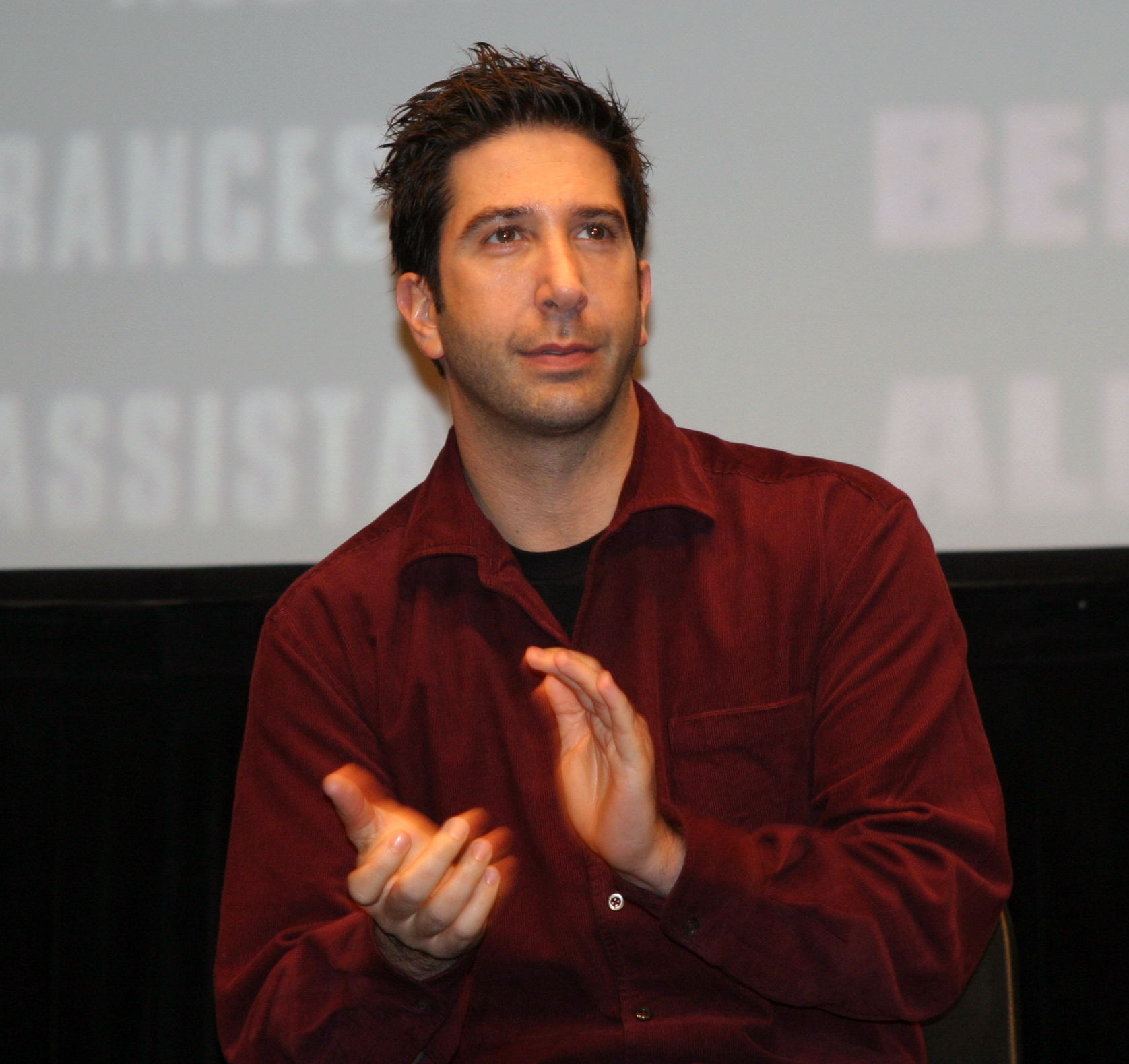
David Schwimmer 2007.

David Lawrence Schwimmer, född 2 november 1966 i Astoria, Queens, New York, är en Emmy Award-nominerad amerikansk skådespelare och regissör. Schwimmer är känd för rollen som Ross Geller i tv-serien Vänner.

## Biografi

### Bakgrund
Schwimmer föddes i Astoria, Queens, New York, som son till Arthur Schwimmer och Arlene Colman. Han växte upp i Los Angeles, Kalifornien, där han gick på Beverly Hills High School. Schwimmers första kontakt med skådespeleri var när har gick en dramakurs på high school. När kursen var slut uppmuntrade en lärare honom att gå på en sommarkurs 1983.
Efter att han gått ut high school började han på Northwestern University i Chicago, där han hade gått sommarkursen. Efter att han utexaminerats startade han och sju andra från samma skola The Lookingglass Theater Company i Chicago.

### Karriär
1993 gjorde Schwimmer TV-debut i komedin Monty, han hade även återkommande roller i några andra TV-serier. Han är mest känd för sin roll som paleontologen Ross Geller i komediserien Vänner. 
Han blev nominerad till en Emmy för "Bästa birollsinnehavare i en komediserie" för sin roll i Vänner 1995. Förutom att skådespela har han även regisserat några avsnitt i serien.
I Vänner-avsnittet The One With Russ kom karaktären "Russ" in med en häpnadsväckande likhet till Schwimmers "Ross". "Russ" spelades av Schwimmer även om det skrevs i eftertexterna att rollen spelades av en person vid namn "Snaro"

### Privatliv
David Schwimmer var från juni 2010 till 2017 gift med den brittiska fotografen Zoe Buckman (född 1985), tillsammans har de dottern Cleo, född 2011.

## Filmografi i urval
- 1989 – A Deadly Silence (TV)
- 1991 – Flight of the Intruder
- 1991–1992 – The Wonder Years (TV-serie)
- 1992 – Crossing the Bridge
- 1992–1993 – Lagens änglar (TV-serie)
- 1993 – Twenty Bucks
- 1993 – På spaning i New York (TV-serie)
- 1993 – Blossom (TV-serie)
- 1994 – Wolf
- 1994–2004 – Vänner (TV-serie)
- 1997 – Breast men
- 1998 – Sex dagar sju nätter
- 1998 – Kissing a fool
- 1998 – Sommardåd
- 2001 – Band of Brothers (TV-serie)
- 2001 – Uprising (TV)
- 2005 – Madagaskar (Röst)
- 2006 – Big Nothing
- 2007 – Run Fatboy Run (Regi)
- 2008 – Madagaskar 2 (Röst)
- 2008 – Nothing but the Truth
- 2008 – 30 Rock (TV-serie)
- 2010 – Trust (Regi)
- 2012 – Madagaskar 3 (Röst)
- 2013 – The Iceman
- 2016 – Fallet O.J. Simpson: American Crime Story (TV-serie)
- 2018–2019 – Will & Grace (TV-serie)
- 2020–2023 – Intelligence (TV-serie)
- 2021 – Friends: The Reunion (TV-serie)
- 2023 – Extrapolations (TV-serie)